# Eustomias dinema
Eustomias dinema is een  straalvinnige vissensoort uit de familie van Stomiidae. De wetenschappelijke naam van de soort is voor het eerst geldig gepubliceerd in 1999 door Clarke.
De soort staat op de Rode Lijst van de IUCN als Onzeker, beoordelingsjaar 2009.